# Miguel Ramos

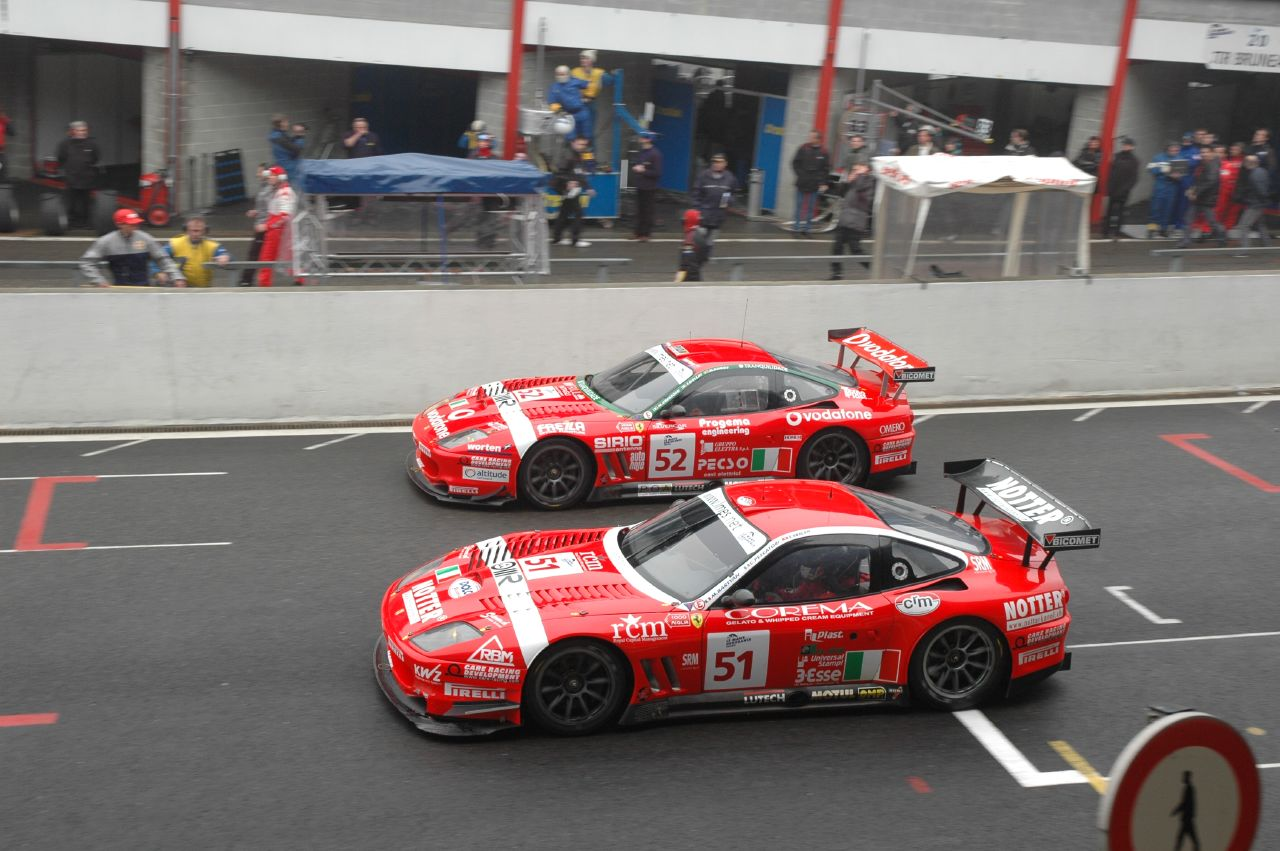
Der Ferrari 550 GTS Maranello von Fabrizio Gollin, Matteo Cressoni und Miguel Ramos (Startnummer 52) bei der Zieldurchfahrt beim 1000-km-Rennen von Spa-Francorchamps 2005, wo das Trio den sechsten Gesamtrang erreichte

Miguel Pedro Caetano Ramos (* 26. September 1971 in Porto) ist ein portugiesischer Autorennfahrer.

## Karriere im Motorsport
Miguel Ramos kam über das Autocross zum Tourenwagensport. Das Fahren mit Autocross-Fahrzeugen unternahm er ab seinem 18. Lebensjahr drei Jahre lang und gewann dabei zwei nationale Meisterschaften. 1993 begann er mit dem Tourenwagensport in der portugiesischen BMW Trophy, wo er 1996 Gesamtsieger wurde. Die Erfolge führten zu einem längerfristigen Vertrag mit dem portugiesischen BMW-Generalimporteur, der ein Rennteam unterhielt. Nach einem dritten Endrang in der heimischen Tourenwagen-Meisterschaft wechselte er 1998 in die italienische Super-Tourenwagen-Meisterschaft.
Nach einem Jahr im Monopostosport, wo er in der neu geschaffenen spanischen Formel-3-Meisterschaft an den Start ging, gewann er 2012 die Gesamtwertung der spanischen GT-Meisterschaft. Er ging in den folgenden Jahren neben der spanischen auch in der italienische GT-Meisterschaft, wo er 2005 auf einem Ferrari 550 GTS Maranello der BMS Scuderia Italia die Gesamtwertung gewann, an den Start, fuhr in der FIA-GT-Meisterschaft und der European Le Mans Series. Zweimal, 2002 und 2005, bestritt er das 24-Stunden-Rennen von Le Mans.
Nach einem weiteren Gesamtsieg in der spanischen GT-Meisterschaft 2013 gewann er 2015 die GT3-Wertung der International GT Open.

## Statistik

### Le-Mans-Ergebnisse
| Jahr | Team                 | Fahrzeug              | Teamkollege     | Teamkollege         | Platzierung | Ausfallgrund |
| ---- | -------------------- | --------------------- | --------------- | ------------------- | ----------- | ------------ |
| 2002 | Ray Mallock Racing   | Saleen S7-R           | Pedro Chaves    | Gavin Pickering     | Rang 23     |              |
| 2005 | BMS Scuderia Ferrari | Ferrari GTS Maranello | Fabrizio Gollin | Christian Pescatori | Ausfall     | Defekt       |

### Einzelergebnisse in der FIA-Langstrecken-Weltmeisterschaft
| Saison | Team           | Rennwagen       | 1   | 2   | 3   | 4   | 5   | 6   | 7   |
| ------ | -------------- | --------------- | --- | --- | --- | --- | --- | --- | --- |
| 2023   | Team Project 1 | Porsche 911 RSR | SEB | POR | SPA | LEM | MON | FUJ | BAH |
| 2023   | Team Project 1 | Porsche 911 RSR | 26  |     |     |     |     |     |     |